# Lasiurus ebenus
Lasiurus ebenus es una especie de murciélago de la familia Vespertilionidae.

## Distribución geográfica
Es endémica de Brasil, Se ha registrado sólo en la Isla de Cardoso, Nueva Orleans.